# Raszyn (gromada)
Raszyn – dawna gromada, czyli najmniejsza jednostka podziału terytorialnego Polskiej Rzeczypospolitej Ludowej w latach 1954–1972.
Gromady, z gromadzkimi radami narodowymi (GRN) jako organami władzy najniższego stopnia na wsi, funkcjonowały od reformy reorganizującej administrację wiejską przeprowadzonej jesienią 1954 do momentu ich zniesienia z dniem 1 stycznia 1973, tym samym wypierając organizację gminną w latach 1954–1972.
Gromadę Raszyn z siedzibą GRN w Raszynie utworzono – jako jedną z 8759 gromad na obszarze Polski – w powiecie piaseczyńskim w woj. warszawskim, na mocy uchwały nr VI/10/12/54 WRN w Warszawie z dnia 5 października 1954. W skład jednostki weszły obszary dotychczasowych gromad Falenty Duże, Falenty Nowe, Puchały, Raszyn i Rybie ze zniesionej gminy Falenty w powiecie piaseczyńskim oraz obszar dotychczasowej gromady Grocholice Nowe ze zniesionej gminy Michałowice w powiecie pruszkowskim (woj. warszawskie). Dla gromady ustalono 27 członków gromadzkiej rady narodowej.
31 grudnia 1959 do gromady Raszyn przyłączono obszar zniesionej gromady Dawidy w tymże powiecie.
31 grudnia 1961 do gromady Raszyn włączono obszar zniesionej gromady Janki w tymże powiecie.
Gromada przetrwała do końca 1972 roku, czyli do kolejnej reformy gminnej. 1 stycznia 1973 w powiecie piaseczyńskim utworzono gminę Raszyn. Od 1999 gmina Raszyn leży w powiecie pruszkowskim w woj. mazowieckim.